# The Labyrinth
The Labyrinth – pierwsza trasa koncertowa brytyjskiej piosenkarki Leony Lewis. Podczas trasy gwiazda odwiedziła Wielką Brytanię i Irlandię. Promuje ona pierwsze dwa albumy artystki – Spirit i Echo.
"The Labyrinth" została ogłoszona 29 listopada 2009 roku z potwierdzeniem dat występów w Irlandii i Wielkiej Brytanii. Lewis czekała na wydanie drugiego albumu studyjnego, aby rozpocząć trasę, mówiąc: "Chciałam poczekać, aż będę mieć dość materiału. Więc czekałam na drugi album. Co ważniejsze, chciałam zrobić wielki show chcę zaskakiwać ludzi". Ujawniła ona temat koncertów, które były oparte na jej ulubiony film, Labirynt.
Gwieździe supportowali  Gabriella Cilmi (cała trasa, wyłączając Birmingham 10 czerwca), Alex Gardner (10 czerwca w Birmingham). oraz Hermione Hennesy (Dublin i Belfast).

## Setlista
Opracowana na podstawie materiału źródłowego.
1. Wstęp
2. "Brave"
3. "Don't Let Me Down"
4. "Better in Time"
5. "Whatever It Takes"
6. "Take a Bow"
7. Intermedium: "Ride a White Swan" (T. Rex cover)
8. "I See You"
9. "Can’t Breathe"
10. "Forgive Me"
11. "Happy"
12. "Could It Be Magic" (Barry Manilow cover)
13. "I Got You"
14. "Cry Me a River" (Justin Timberlake cover)
15. "The First Time Ever I Saw Your Face"
16. "Homeless"
17. Intermedium: "They Don’t Care About Us" (Michael Jackson cover)
18. "Outta My Head"
19. "Sweet Dreams (Are Made of This)" (Eurythmics cover)
20. "Run"
21. Encore: "Bleeding Love"

### Dodatkowe informacje
- Podczas koncertu 16 czerwca  wraz z Lewis wystąpił aktor, znany z serialu Glee, Matthew Morrison. Zaśpiewali oni piosenkę "Over the Rainbow", było to jednorazowe wykonanie tego utworu podczas całej trasy koncertowej.[6]

## Koncerty
| Data            | Miasto     | Kraj              | Miejsce                                   |
| --------------- | ---------- | ----------------- | ----------------------------------------- |
| 28 maja 2010    | Sheffield  | Anglia            | Sheffield Arena                           |
| 31 maja 2010    | Liverpool  | Anglia            | Echo Arena                                |
| 2 czerwca 2010  | Nottingham | Anglia            | Trent FM Arena                            |
| 4 czerwca 2010  | Manchester | Anglia            | Manchester Evening News Arena             |
| 6 czerwca 2010  | Manchester | Anglia            | Manchester Evening News Arena             |
| 8 czerwca 2010  | Birmingham | Anglia            | LG Arena                                  |
| 10 czerwca 2010 | Birmingham | Anglia            | LG Arena                                  |
| 12 czerwca 2010 | Londyn     | Anglia            | O2 Arena                                  |
| 14 czerwca 2010 | Londyn     | Anglia            | O2 Arena                                  |
| 16 czerwca 2010 | Londyn     | Anglia            | O2 Arena                                  |
| 18 czerwca 2010 | Londyn     | Anglia            | O2 Arena                                  |
| 20 czerwca 2010 | Glasgow    | Szkocja           | Scottish Exhibition and Conference Centre |
| 22 czerwca 2010 | Glasgow    | Szkocja           | Scottish Exhibition and Conference Centre |
| 24 czerwca 2010 | Newcastle  | Anglia            | Metro Radio Arena                         |
| 27 czerwca 2010 | Dublin     | Irlandia          | The O2                                    |
| 29 czerwca 2010 | Dublin     | Irlandia          | The O2                                    |
| 1 lipca 2010    | Belfast    | Irlandia Północna | Odyssey Arena                             |
| 3 lipca 2010    | Belfast    | Irlandia Północna | Odyssey Arena                             |
| 5 lipca 2010    | Cardiff    | Walia             | Motorpoint Arena Cardiff                  |
| 6 lipca 2010    | Cardiff    | Walia             | Motorpoint Arena Cardiff                  |